# Хенрик, Джозеф
Джозеф (Джо) Хенрик (англ. Joseph (Joe) Henrich; род. 6 сентября 1968, Норристаун, Пенсильвания) — канадский учёный, профессор эволюционной биологии человека в Гарвардском университете и заведующий кафедрой . Ранее был профессором психологии и экономики в Университете Британской Колумбии. Основная тема исследований — социальная эволюция человека.

## Биография
Имеет степень бакалавра антропологии и аэрокосмической техники университета Нотр-Дам (1991 год). С 1991 по 1993 год работал инженером по системам тестирования в компании General Electric Aerospace в Спрингфилде, штат Вирджиния, США. В 1995 году получил степень магистра, а четыре года спустя — докторскую степень в области антропологии в Калифорнийском университете в Лос-Анджелесе.
С 2002 по 2007 год работал на факультете антропологии Университета Эмори. Затем работал профессором университета Британской Колумбии. В 2015 году он был избран профессором и заведующим кафедрой эволюционной биологии человека Гарвардского университета.

## Исследования
Области исследований проф. Хенрика включают такие разделы социальной психологии как: культурная трансмиссия, эволюционная роль кооперации, природа социальной стратификации и эволюция религиозных убеждений. Хенрик пропагандирует идею о вреде многоженства для общества. Исследования Хенрика также посвящены психологическим отличиям носителей Западной цивилизации от остального человечества. Хенрик и его единомышленники выделяют в особую категорию человечества жителей западных стран, обозначая их аббревиатурой WEIRD (Western, Educated, Industrialized, Rich, Democratic). Исследования Хенрика показывают, что при психологическом тестировании представители данной социальной группы резко отличаются от остальных людей.

## Избранные публикации
- Джозеф Хенрик. Самые странные в мире. Как люди Запада обрели психологическое своеобразие и чрезвычайно преуспели = Joseph Henrich.  The WEIRDest People in the World: How the West Became Psychologically Peculiar and Particularly Prosperous. — М.: Альпина нон-фикшн, 2024. — 576 с. — ISBN 978-5-00223-062-4.
- Джозеф Хенрик. Секрет нашего успеха. Как культура движет эволюцией человека, одомашнивает наш вид и делает нас умнее = Joseph Henrich.  The Secret of Our Success: How Culture is Driving Human Evolution, Domesticating our Species, and Making us Smarter. — М.: Corpus, 2023. — 640 с. — ISBN 978-5-17-135043-7.
- Henrich, Joseph. Foundations of human sociality: economic experiments and ethnographic evidence from fifteen small-scale societies / Joseph Henrich, Samuel Bowles, Robert Boyd … [и др.]. — Oxford New York : Oxford University Press, 2004. — ISBN 9780199262052.
- Henrich, Joseph. Why humans cooperate / Joseph Henrich, Natalie Henrich. — Oxford, 2007.
- Henrich, Joseph. Experimenting with social norms / Joseph Henrich, Jean Ensminger. — Russell Sage Foundation Press, 2014.
- Henrich, Joseph. The Secret of Our Success: How Culture is Driving Human Evolution, Domesticating our Species, and Making us Smarter. — Princeton University Press, 2016. — ISBN 9780691166858.

### Комментарии
1. ↑  Западные, образованные, промышленно-развитые, богатые, демократические. В аббревиатуре WEIRD содержится игра слов: англ. weird — странный, необычный. Книга «The WEIRDest People in the World» в 2024 году была издана по-русски (см. раздел «Библиография»)

### Сноски
1. 1 2  Bibliothèque nationale de France Autorités BnF (фр.): платформа открытых данных — 2011.
2. 1 2 3 4  Чешская национальная авторитетная база данных
3. ↑  https://heb.fas.harvard.edu/people/joseph-henrich
4. ↑  https://www.nsf.gov/awardsearch/showAward?AWD_ID=0239683
5. 1 2  Mathematics Genealogy Project (англ.) — 1997.
6. ↑  Joseph Henrich, HEB, Harvard University. Дата обращения: 9 октября 2020. Архивировано 15 ноября 2019 года.
7. ↑  Joseph Henrich: Guiding Questions. Дата обращения: 9 октября 2020. Архивировано 23 августа 2019 года.
8. ↑  Joseph Henrich Архивировано 4 ноября 2015 года., University of British Columbia Faculty profile.
9. ↑  Markus Schär (4 декабря 2018). Anthropologe Joseph Henrich: «Es schadet dem Zusammenleben, wenn Männer mehrere Frauen haben dürfen (нем.). Neue Zürcher Zeitung. Архивировано 3 августа 2020. Дата обращения: 4 декабря 2018.
10. ↑  Henrich, Joseph (2010). The weirdest people in the world?. Behavioral and Brain Sciences. 33 (2–3): 61–83. doi:10.1017/S0140525X0999152X. PMID 20550733.